# Pierre Le Maire II
Pierre Le Maire II (fl. XVIII secolo) è stato un artigiano francese del XVIII secolo.
Membro di una famiglia di costruttori di strumenti scientifici, svolse la sua attività a Parigi tra il 1730 e il 1760. 
Insieme al padre Pierre (attivo tra il 1698 e il 1750) e allo zio Jacques (attivo tra il 1714 e il 1762) ebbe la bottega in Quai de l’Horloge. 
Fu il primo, in Francia, a costruire quadranti di Hadley; realizzò anche meridiane, strumenti topografici, matematici e da disegno. Come ingénieur du Roy, fabbricò strumenti per l’Académie des Sciences e fu incaricato di verificare misure standard.